# Игор Кислов
Игор Кислов е украински футболист, нападател, играл в българското първенство по футбол. Шампион на България през 1991 г. с тима на Етър (Велико Търново).

## Кариера
Започва кариерата си в Металист (Харков), след това играе във Ворскла Полтава. През 1989 печели сребърните медали от Съветска Първа лига. В началото на 1990, заедно с Иван Шарий и Олег Моргун пристига в Етър. Игор носи фланелката на „виолетовите“ пет сезона — от 1990 до 1993 г. и от 1995 до 1996 г. През този период изиграва 108 мача в А група, като отбелязва 22 гола. Първото от тези попадения вкарва на 18 ноември 1990 г., когато се разписва в последната минута за 3:2 срещу „Черноморец“ (Бургас). През 1993 играе половин година в Тунис. Също така играе един сезон в Б група с екипа на Дунав (Русе). След престоя си в „Дунав“, Кислов се прибира в Украйна, където е капитан на „Ворскла“ (Полтава). Завършва кариерата си през 2002 г. в „Таврия“ (Симферопол).

## Национален отбор
През 1998 г. е поканен от треньора Виктор Пожечевский да играе за националния отбор на Туркменистан на Азиатските игри. Кислов записва 7 срещи и вкарва 3 гола за тима.